# Opisotretus setosus
Opisotretus setosus är en mångfotingart som beskrevs av Carl 1922. Opisotretus setosus ingår i släktet Opisotretus och familjen Opisotretidae. Inga underarter finns listade i Catalogue of Life.